# Conrado Sampaio
Conrado Sampaio Santos (Rio de Janeiro, 8 novembre 1985) è un giocatore di calcio a 5 brasiliano.

## Carriera

### Club
Sampaio è un laterale offensivo estremamente prolifico, tanto da essere frequentemente schierato come pivot. Cresciuto nei settori giovanili di numerose società carioca, nel 2005 gioca la propria prima stagione negli adulti con il Petrópolis. Nelle stagioni successive vince tre titoli statali e un campionato carioca, a cui segue una fugace parentesi nell'Al-Khor, squadra militante nella Qatar Futsal League. Tornato in patria, nel 2009 vince nuovamente con il Petrópolis sia il campionato statale sia quello carioca, imponendosi nella stagione successiva come capocannoniere di quest'ultima competizione. Nella stagione 2010-11 viene tesserato dall'Atiesse; problemi di tesseramento ne ritardano il debutto al girone di ritorno, conclusosi negativamente con la retrocessione dei quartesi in Serie A2, nonostante questo è finito come capocannoniere della squadra. 
La stagione seguente viene acquistato dal neopromosso Loreto Aprutino con la cui maglia realizza 52 reti in 22 partite di campionato, laureandosi capocannoniere del girone B di Serie A2. Acquistato dal Pescara, Sampaio soffre la stagione opaca dei delfini, ha avuto poche opportunità risultando poco incisivo. Dopo appena una stagione, è ceduto all'Orte in Serie A2 con cui sfiora sia la promozione in massima serie (persa ai play-off contro il Sestu), sia il titolo di capocannoniere (preceduto solamente di un gol da Maina del Latina). L'anno seguente il giocatore e la squadra raggiungono entrambi i rispettivi obiettivi: l'Orte domina il girone A di Serie A2 conquistando la Serie A, mentre Sampaio vince nuovamente la classifica marcatori, realizzando 61 reti e raggiungendo il record di goal in un campionato di Serie A2, club e giocatore hanno avuto anche una splendida final eight di Coppa Italia persa in finale ai calci di rigore, dopo tre giorni pieno di emozioni con bellissime partite giocate Sampaio è stato il capocannoniere di Coppa Italia con 7 reti in 3 partite. Le difficoltà della società ortana, costretta a rinunciare alla promozione e ripartire dalla Serie B spingono il giocatore altrove. Accasatosi inizialmente alla Lazio, dopo appena alcuni giorni il giocatore rescinde il contratto, preferendo per ragioni familiari e per alcuni problemi strutturali la proposta del Thiene in Serie A2.
Il deficitario avvio di campionato della squadra veneta ha reso il giocatore a prendere una decisione inaspettata nonostante le 12 reti realizzate in 9 incontri, Sampaio chiede durante la finestra di trasferimento invernale di essere messo su mercato, quindi per la prima ed unica volta il giocatore ha cambiato squadra in quel periodo. Il 10 dicembre 2015 viene ceduto al Policoro nel girone B di Serie A2.Li ritrova il tuo ambiente, una società in crescita che aveva grandi obiettivi. La squadra ha avuto un grande salto di qualità con il suo ed altri acquisti importanti, ma si ferma in semifinale play-off. Lui riesce a segnare 17 reti in 10 partite. Rimane a Policoro per la stagione 2016-2017 ed ancora una volta diventa capocannoniere del girone B di Serie A2, realizzando 48 reti in 21 partite. Problemi economici obbligano la società a rinunciare al campionato seguente, cedendo il titolo per disputare la categoria ad un'altra società. Il giocatore trova l'accordo con l'ambiziosa squadra di Grassano, così per la prima volta disputa la serie B con il signor Prestito CMB nella stagione 2017-18. Obiettivi chiari sin dall'inizio: salire di categoria, missione compiuta tramite i playoff, Sampaio è stato decisivo soprattutto nella finale facendo 5 reti in 2 partite con un'ottima esibizione che è culminata con la promozione della squadra in Serie A2. Capocannoniere di serie B con 45 reti in 24 partite. Durante le vacanze è stato invitato per giocare un Torneo Internazionale in Giappone insieme ad altri giocatori che militano in campionati di serie A italiano. La squadra che si chiamava Roma selection ha vinto il Torneo futsal Kobe Festa 2018, a cui partecipavano le squadre: Nagoya Oceans- U25, FC Barcelona Lessa B, Kansai Futsal League Selection, FK Nikars Riga ed Deuçao Kobe. Pure lì il bomber si è laureato capocannoniere del torneo con 6 reti in 3 partite.
La stagione 2018-19 si è trasferito al futsal francese con la squadra ambiziosa di Orchies. In Francia un campionato stravinto: 18 partite 18 vittorie, promozione in D1. Sampaio vince la classifica marcatori, realizzando 47 reti, il record di goal in un campionato. Aggiungendo quattro partite della Coppa di Francia dove ha segnato 11 volte il giocatore termina la stagione con numeri eccellenti. 22 partite 58 reti.

### Nazionale
Con la Nazionale di calcio a 5 del Brasile ha preso parte al Grand Prix de Futsal 2010 nel quale la seleçao è stata sconfitta in finale dalla Spagna. Oltre a quella brasiliana, Sampaio possiede anche la cittadinanza portoghese.

## Palmarès

### Competizioni nazionali
- Campionati statali: 4

Petrópolis 2005, 2006, 2009
Cabo Frio: 2007
- Campionati carioca: 2

Petrópolis: 2006, 2009
- Campionato di Serie A2: 1

Orte: 2014-15
- Playoff di Serie B: 1

Signor Prestito CMB: 2017-18
- Campionato Nazionale Francia D2: 1

Orchies: 2018-19

### Torneo Internazionale
- Torneo Futsal Kobe Giappone: 1

Roma Selection:2018

### Individuale
- Capocannoniere del campionato carioca: 1
- 2010 (29 gol)
- Capocannoniere della Serie A2: 4
  - 2011-12 (46 reti)
  - 2014-15 (61 reti)
  - 2016-17 (48 reti)
  - 2020-21 (26 reti)
- Capocannoniere Final Eight Coppa Italia: 1
  - 2014-15 (7 reti)
- Capocannoniere della Serie B: 1
  - 2017-18 (45 reti)
- Capocannoniere del Torneo Futsal Kobe Giappone: 1
  - 2018 (6 reti)
- Capocannoniere di Francia D2: 1
  - 2018-19 (47 reti)
- [[Campionato Nazionale Francia D1 (calcio a

5)#Cannonieri|Capocannoniere di Francia D1]]: 1
- - 2021-22 (26 reti)